# Negroroncus rhodesiacus
Espèce
Negroroncus rhodesiacus est une espèce de pseudoscorpions de la famille des Ideoroncidae.

## Distribution
Cette espèce est endémique du Zimbabwe. Elle se rencontre vers Chipinge.

## Description
Negroroncus rhodesiacus mesure de 1,8 à 2 mm.

## Étymologie
Son nom d'espèce lui a été donné en référence au lieu de sa découverte, la Rhodésie du Sud.

## Publication originale
- Beier, 1964 : Weiteres zur Kenntnis der Pseudoscorpioniden-Fauna des südlichen Afrika. Annals of the Natal Museum, vol. 16, p. 30-90 (texte intégral).